# 日照水库
日照水库位于中国山东省日照市东港区，是以防洪、灌溉、供水为主，兼有发电、养殖等功能的大（二）型水库。